# Mas de la Cavallera
El Mas de la Cavallera és un mas situat al municipi de Cabassers a la comarca catalana del Priorat, als peus del cim de la Pedra Caballera.